# Mahidevran
Titre
Sultane 
Mahidevran, (en turc ottoman : ماه دوران خاتون) « Lune chanceuse », également connue sous le nom de Gülbahar, « Rose du Printemps » en français, née v. 1500 – 3 février 1581) est l'une des concubines du sultan Soliman le Magnifique et la mère du prince Mustafa. Rivale de Roxelane, elle est supplantée par cette dernière.

## Biographie
L'origine de Mahidevran est incertaine, albanaise ou circassienne. Elle était l'une des dix-sept concubines de Soliman lors de son séjour à Manisa en tant que prince. Son fils Mustafa naquit en 1515 et devint en 1521 l'aîné des fils survivants de Soliman.
Les deux femmes de Soliman avaient donné naissance à 5 fils dont quatre vécurent jusque dans les années 1550 : Mustafa, Mehmet, Selim, Bayezid et Cihangir. De ces derniers, seul Mustafa n'était pas le fils d'Hürrem Sultan mais de Mahidevran. Étant le premier dans l'ordre de succession, Hürrem savait que si Mustafa devenait sultan, ses fils seraient assassinés. Mustafa était considéré comme le plus talentueux des frères et avait le soutien de Pargalı Ibrahim Pasha, qui était à ce moment le grand vizir de Soliman. Guillaume Postel écrit ainsi en 1537 : « Soliman a parmi ses enfants un fils nommé Mustafa, merveilleusement bien éduqué, prudent et en âge de régner car il n'a que 24 ou 25 ans ; puisse Dieu empêcher un barbare d'une telle force de nous approcher ». Ogier Ghislain de Busbecq évoque ses « dons naturels remarquables ».
En 1552, lorsque la campagne contre les Séfévides fut lancée avec à sa tête Rüstem, les intrigues commencèrent contre Mustafa. Rüstem envoya l'un des hommes les plus respectés de Soliman pour rapporter que comme Soliman n'était pas à la tête de l'armée, les soldats pensaient que le temps était venu de mettre un plus jeune prince sur le trône ; dans le même temps il fit courir l'idée que Mustafa avait été réceptif à cette idée. Ulcéré par ce qu'il croyait être des plans de Mustafa pour s'emparer du trône, Soliman le convoqua dans sa tente d'Ereğli à son retour de Perse pour qu'il « puisse se justifier des crimes dont il était accusé et qu’il n’avait rien à craindre s’il venait ».
Mustafa devait choisir, soit il apparaissait devant son père avec le risque d'être tué soit il refusait de venir et serait accusé de trahison. Finalement, il choisit de se rendre à l'invitation, confiant dans le fait que le soutien de l'armée le protégerait. Busbecq, qui avance avoir reçu un rapport d'un témoin, relate les derniers moments de Mustafa. Alors qu'il entrait dans sa tente, les eunuques de Soliman attaquèrent Mustafa qui se défendit vaillamment. Soliman, séparé de la lutte par de simples rideaux, assista à la scène. Mustafa fut étranglé avec une corde à arc.
Après la mort de son fils, Mahidevran vécut dans la pauvreté à Bursa, lieu de la sépulture de son fils. En 1566 le nouveau sultan Selim II lui octroya une pension.

## Dans les arts et la culture populaire
- Elle est interprétée par Hatice Aslan dans la série télévisée turque Hürrem Sultan de 2003.
- Elle est interprétée par Nur Fettahoğlu dans la série télévisée turque Muhteşem Yüzyıl, diffusée entre 2011 et 2014.